# Hugo Salus
Hugo Salus (3. srpna 1866, Česká Lípa – 4. února 1929, Praha), byl pražský německy píšící spisovatel a básník. Povoláním byl lékař, gynekolog. Byl pohřben na Olšanských hřbitovech.

## Dílo (výběr)

### Poesie
- Gedichte. 1898
- Neue Gedichte. 1899
- Ehefrühling. 1900
- Reigen. 1900
- Christa. Ein Evangelium der Schönheit. 1902 (česky Christa - evangelium krásy 1906 překlad Zdeněk Broman)
- Ernte. 1903
- Neue Garben. 1904
- Die Blumenschale. 1908
- Glockenklang. 1911
- Das neue Buch. 1919
- Klarer Klang. 1922
- Helle Träume. 1924
- Die Harfe Gottes. 1928

### Próza
- Novellen des Lyrikers. 1903
- Das blaue Fenster. 1906
- Trostbüchlein für Kinderlose. 1909
- Andersen-Kalender 1910 (12 pohádek)
- Schwache Helden. 1910
- Die Hochzeitsnacht. Die schwarzen Fahen. 1913
- Seelen und Sinne. Neue Novellen 1913
- Nachdenkliche Geschichten. 1914
- Der Heimatstein und andere Erzählungen. 1915
- Sommerabend. 1916
- Die schöne Barbara. 1919  (česky Krásná Barbora v překladu J. Grmely 1924)
- Freund Kafkus. 1919
- Der Beschau. Eine Ghettogeschichte. 1920
- Der Jungfernpreis. 1921
- Vergangenheit. 1921

### Divadelní hry
- Susanna im Bade. 1901
- Römische Komödie. 1909

## Ohlasy v literatuře
- Binder, Hartmut: Hugo Salus. Geburtshelfer und Poet dazu. In: Salfellner, Harald (vyd.): Mit Feder und Skalpell. Praha: Vitalis, 2014. ISBN 978-3-89919-167-7.
- Wertheimer, Paul: Hugo Salus, Praha 1902.
- Tinkl, Lotte: Neuromantische Elemente bei Hugo Salus und Franz Herold, Diss. Vídeň, 1949.
- Franzel, Emil, 'Hugo Salus. Ein Stück versunkenes Praha,' in Sudetendeutscher Kulturalmanach, 7 (1969).
- Kletzander, Hermann, Hugo Salus und der Jugendstil, Diss. Salzburg 1977.
- Abret, Helga, 'Hugo Salus und Jaroslav Vrchlický. Das Verhältnis beider Dichter an Hand einiger unveröffentlichter Salus-Briefe,' in Österreich in Geschichte und Literatur, 24 (1980), pp. 28–34.
- Theopold, Wilhelm, Doktor und Poet dazu. Dichterärzte aus fünf Jahrhunderten, 2nd impression, Mainz 1987, ISBN 3-87409-032-9.
- Jeremy Adler & Richard Fardon, 'An Oriental in the West: The Life of Franz Baermann Steiner,’ in Franz Baermann Steiner Selected Writings, vol.1, Taboo, truth, and religion, (eds. Jeremy Adler, Richard Fardon), Berghahn Books, 1999
- Lothar Kahn, Donald D. Hook, Between two worlds: a cultural history of German-Jewish writers, Iowa State University Press, 1993
- Natalie Berger, Where cultures meet: the story of the Jews of Czechoslovakia, Beth Hatefutsoth, Nahum Goldmann Museum of the Jewish Diaspora, 1990
- Marek Nekula, Walter Koschmal, Juden zwischen Deutschen und Tschechen: sprachliche und kulturelle Identitäten in Böhmen 1800-1945, Volume 104 of Veröffentlichungen des Collegium Carolinum, Collegium Carolinum München, Oldenbourg Wissenschaftsverlag, 2006
- Peter Mailloux, A Hesitation Before Birth:The Life of Franz Kafka, University of Delaware Pres,1989
- Livia Rothkirchen, The Jews of Bohemia and Moravia: facing the Holocaust, University of Nebraska Press, 2005